# 川北

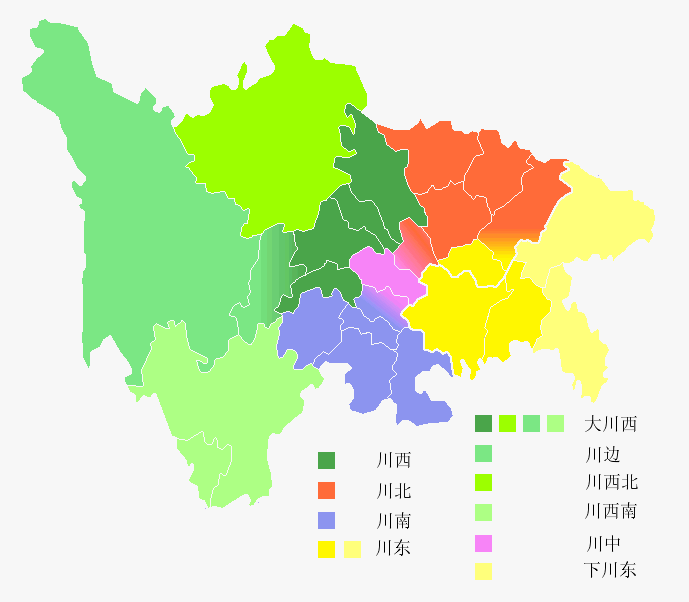
四川传统区划

川北即指四川北部，是四川的一个地区，通常指以南充市为中心，同时包含广元市、遂宁市、达州市、巴中市五个地级市组成，有时也包括广安市西部岳池县和武胜县。
川北属于四川经济较不发达地区，根据2010年各市地区生产总值和2010年全国第六次人口普查各市常住人口等数据，川北地区各市人均GDP落后于川西、川东、川南。

## 詳見
- 川北行署區
- 四川省